# Eurhinocricus elberti
Eurhinocricus elberti är en mångfotingart som först beskrevs av Carl.  Eurhinocricus elberti ingår i släktet Eurhinocricus och familjen Rhinocricidae. Inga underarter finns listade i Catalogue of Life.